# Saint-Sernin-sur-Rance
 Saint-Sernin-sur-Rance  (en occitano Sent Sarnin) es una población y comuna francesa, situada en la región de Mediodía-Pirineos, departamento de Aveyron, en el distrito de Millau y cantón de Saint-Sernin-sur-Rance.

## Demografía
| 694 | 693 | 632 | 604 | 563 | 530 |
| Para los censos de 1962 a 1999 la población legal corresponde a la población sin duplicidades (Fuente: INSEE [Consultar]) |     |     |     |     |     |